# 刘杰瑜
刘杰瑜（2002年4月22日—） ，中國女子體操運動員。她是一名全能型選手，平衡木、高低槓、自由體操、跳馬皆為強项。現為國家體操隊及湖北體操隊成員。